# ProfiAuto
ProfiAuto je mezinárodní síť automobilových velkoobchodů, obchodů a servisů založená společností Moto-Profil.

## O síti
Distributor motoristických dílů a příslušenství společnost Moto-Profil vznikla v Polsku v roce 1993. Dnes dodává náhradní díly do 15 000 autoservisů a působí ve 25 zemích. V roce 2008 vytvořila společnost Moto-Profil vlastní síť velkoobchodů, obchodů a servisů pod značkou ProfiAuto. Na český trh ProfiAuto vstoupilo v roce 2016. V současné době[kdy?] je do sítě ProfiAuto v Polsku, v České republice a na Slovensku zapojeno více než 240 partnerů a přes 1 800 autoservisů.
Síť ProfiAuto v České republice tvoří dvě desítky partnerských obchodů, které mají k dispozici přibližně 350 000 položek od 250 značkových dodavatelů pro distribuci náhradních dílů pro osobní, užitkové a nákladní automobily. Pod značkou ProfiAuto Service působí na českém trhu téměř 200 nezávislých autoservisů, které využívají obchodní, informační, propagační a marketingovou podporu sítě ProfiAuto a také se účastní různých odborných školení. Vstup do sítě ProfiAuto je spojen se splněním formálních a technických kritérií, jako jsou servisní vybavení, odbornost, kvalita služeb a přístup k zákazníkům.

## Veletrh ProfiAuto Show
ProfiAuto je pořadatelem každoročního automobilového veletrhu ProfiAuto Show, což je jedna z největších automobilových akcí v Polsku, určená pro odborníky z automobilové branže a motoristické nadšence. ProfiAuto Show se každoročně koná v Mezinárodním kongresovém centru a multifunkční hale Spodek v Katovicích.  V červnu 2019 se konal 16. ročník akce pod heslem „Poháněné vášní”, kterého se zúčastnilo 46 tisíc návštěvníků a během dvou dnů zde prezentovalo 150 vystavovatelů.

## ProfiAuto PitStop
Síť ProfiAuto je pořadatelem akcí ProfiAuto PitStop, což jsou pravidelné bezplatné kontroly technického stavu vozidel, jejichž cílem je upozornit řidiče na vliv technického stavu vozidla na bezpečnost během jízdy a zdůraznit nutnost pravidelných preventivních kontrol v servisu. Bezpečnostní akce PitStop jsou pořádány v České republice od roku 2016. V roce 2019 se akce PitStop konaly například v Ostravě.

## ProfiAuto Racing Team
Značka ProfiAuto je sponzorem rallye týmu ProfiAuto Racing Team, který závodí například v polském seriálu závodů do vrchu. V České republice značka ProfiAuto podporuje vrchařského závodníka Marka Rybníčka, který se v roce 2019 účastní seriálu závodů Mistrovství Evropy.

## Spolehlivost automobilů
V roce 2020 se společnost ProfiAuto chystá vydat žebříček spolehlivosti 50 nejoblíbenějších automobilů v České republice pohledem českých mechaniků ze sítě ProfiAuto. Obdobná anketa 50 TOP spolehlivých automobilů byla provedena již v roce 2017 v Polsku.

## ProfiAuto — ostatní aktivity
ProfiAuto je zakladatelem akce ProfiRacing Cup. To je speciální školící projekt pro české automechaniky ze sítě ProfiAuto Service, který kombinuje jak odborná školení o aktuálních trendech a novinkách v servisní oblasti, tak testování a zdokonalování řidičských dovedností účastníků.
Síť ProfiAuto podporuje akce i mimo automobilový svět, jako jsou veteránské jízdy Veteran rallye Ostrava 2018, cyklistický závod GRUNDYbike nebo fotbalový klub SFC Opava. ProfiAuto získalo 3. místo v anketě Kalendář roku 2019 portálu MotoFocus.cz.